# Rhythm D
Rhythm D, de son vrai nom David Weldon, né à Los Angeles, en Californie, est un beatmaker et producteur de hip-hop et de G-funk américain. Il est notamment connu pour ses productions sur l'album d'Eazy-E, It's On (Dr. Dre) 187um Killa. Durant sa carrière, il travaille avec de nombreux artistes de renom  comme Dr. Dre, Bone Crusher, Ying Yang Twins, et Scarface.

## Biographie
David Weldon grandit à South Los Angeles. Il est initialement signé avec Death Row Records, mais quitte le label peu avant la publication du légendaire album The Chronic de Dr. Dre en 1992.
Rhythm D explique lors d'un entretien avec HipHopDX avoir fait la rencontre du rappeur Eazy-E à 21 ou 22 ans, lorsqu'il était nouveau dans la production musicale. Il révèle que peu après sa rencontre, il l'aurait invité chez lui. Une fois chez Eazy-E, le rappeur, impressionné par les beats de Rhythm D souhaite le prendre à son label Ruthless Records. « Je travaillais sur l'album de Paperboy et on était en studio », déclare-t-il. Eazy-E publie son album It's On (Dr. Dre) 187um Killa le 5 novembre 1993, auquel Rhythm D participe notamment à la production du single à succès Real Muthaphuckkin G's, qui atteint la 5e place du Billboard 200.

## Discographie

### Productions
- 1993 : Eazy-E - It's On (Dr. Dre) 187um Killa : Exxtra Special Thankz, It's On, Real Muthaphuckkin G's (featuring B.G. Knocc Out et Dresta)
- 1993 : MC Ren - Shock of the Hour : Attack on Babylon
- 1993 : Paperboy - The Nine Yards : Bumpin', Ditty, Ditty (Street Mix), Goin' On, Jack Move, Little Somethin' for the Summer, Shoutouts, Studs (featuring Rhythm D), The Nine Yards, Zooted (featuring Rhythm D)
- 1994 : Bone Thugs-N-Harmony - Creepin on Ah Come Up : Down Foe My Thang
- 1994 : H.W.A. - Az Much Ass Azz U Want : All That (Juzt a Little Action)
- 1995 : BG Knocc Out & Gangsta Dresta - Real Brothas, 50/50 Luv, Compton & Watts, Compton Hoe, Down Goes Another Nigga, Real Brothas, Take a Ride
- 1995 : WC and the Maad Circle - Curb Servin' : The Creator
- 1996 : Flesh-N-Bone - T.H.U.G.S. : Crazy by the Flesh
- 1996 : Paperboy - City to City : A Meet Up, Billion Dollar Bust, Call In, City to City, Do You Wanna Flow?, Dry Snitch, Nine Yards II, Pockets Phat, Propaganda, So Many Ways, Villa Cullah
- 2000 : Flesh-N-Bone - Fifth Dog Let Loose : Deadly
- 2001 : AMG - Bitch Betta Have My Money :  Come Inside (featuring Paperboy)
- 2001 : Ms. Toi - That Girl : Will Say That (featuring Poppa Q)
- 2002 : C-Bo - Life as a Rider : If It Ain't Ruff, Let Me Ride (featuring Don Twon), Routine Check
- 2003 : 151 - Code of tha Street : It's Like That (featuring C-Bo et Yukmouth)
- 2003 : C-Bo - The Mobfather : Bitch Nigga (featuring Lil' Cyco), I Like Gangster Shit (featuring Gotti et Eastwood)
- 2004 : C-Bo : West Side Ryders : We Ain't Fuckin' Wit Y'all, Worldwide.mob mf
- 2004 : Bad Azz - Executive Decision : Bumpin' & Poundin
- 2004 : Thug Lordz - In Thugz We Trust : Bulletproof Love (featuring Eastwood)
- 2004 : West Coast Mafia Gang - Gang Affiliated : Armed and Dangerous (featuring 151, Gotti, C-Bo et Lil'Cyco)
- 2006 : Snoop Dogg - Tha Blue Carpet Treatment : A Bitch I Knew